# فرودگاه میسور
فرودگاه میسور (به انگلیسی: Mysore Airport) یک فرودگاه همگانی با کد یاتا MYQ است که یک باند فرود آسفالت دارد و طول باند آن ۱۸۵۸ متر است. این فرودگاه در شهر میسور کشور هند قرار دارد و در ارتفاع ۷۱۵ متری از سطح دریا واقع شده‌است.